# Gerhard Buchda
Gerhard Buchda (* 22. Oktober 1901 in Stadtroda; † 20. Dezember 1977 ebenda) war ein deutscher Rechtshistoriker und Privatrechtler.

## Leben
Gerhard Buchda besuchte das Friedrich-Schiller-Gymnasium Eisenberg. Nach dem Abitur durchlief er eine kaufmännische Lehre in Hannover. Zugleich war er an der  Technischen Hochschule Hannover immatrikuliert. Ab 1923 studierte er an der Friedrich-Schiller-Universität Jena Rechtswissenschaft. Dort schloss er sich dem Corps Saxonia Jena an. Die Universität promovierte ihn nach dem Referendarexamen zum Dr. iur. Nachdem er 1931 die Assessorprüfung bestanden hatte, war er bis 1934  Assistent an der Rechts- und Wirtschaftswissenschaftlichen Fakultät der Universität Jena. Dort  habilitierte er sich 1934. Die  Wirtschaftshochschule Berlin erteilte ihm 1936 einen Lehrauftrag für  Rechtsverkehr und Rechtsschutz. Ab 1934 war er Hilfsrichter am Amtsgericht Kahla. 1937 wurde er nicht zum Landgerichtsrat ernannt, weil er kein Parteimitglied war. Am 12. Juni 1937 beantragte er die Aufnahme in die NSDAP und wurde rückwirkend zum 1. Mai desselben Jahres aufgenommen (Mitgliedsnummer 5.900.973). Die Martin-Luther-Universität Halle-Wittenberg berief ihn im selben Jahr auf ein planmäßiges Extraordinariat für deutsche Rechtsgeschichte und  Bürgerliches Recht. 1938 war er kommissarischer Dekan, nach der Ernennung zum o. Professor von 1939 bis 1945 Dekan der Rechts- und Staatswissenschaftlichen Fakultät. Von 1941 bis 1943 war er kommissarischer Prorektor. Im März 1943 zur Wehrmacht eingezogen, diente er als Gefreiter im Heer. 1945 von der Universität Halle entlassen, bemühte er sich um Wiedereinsetzung. Die Universität Jena berief ihn 1949 als Professor mit Lehrstuhl für deutsches bürgerliches und Handelsrecht und für deutsche Rechtsgeschichte. Zugleich erhielt er eine Gastprofessur der Humboldt-Universität zu Berlin.
Anlässlich der Thomasius-Ehrung 1955 konnte er zusammen mit dem Rechtshistoriker von der Universität Halle, Rolf Lieberwirth,  Gegeneinladungen von "westdeutschen Wissenschaftlern" nach Freiburg im Breisgau und Konstanz wahrnehmen. Buchda war auch einer der Gutachter neben Gertrud Schubart-Fikentscher und Leo Stern von Lieberwirths Habilitationsschrift zur Geschichte der Folter. Im Jahre 1958 wurde er Ordentliches Mitglied in der Sächsischen Akademie der Wissenschaften zu Leipzig in der Philologisch-historischen Klasse und vertrat die Forschungsgebiete: Staats- und Rechtsgeschichte sowie Bürgerliches Recht. 
Zusammen mit seinem Professorenkollegen Fritz Steffen begutachte er 1956 eine Dissertation, die in der Neuen Justiz (NJ) zwei Jahre danach kritische Aufmerksamkeit unter anderem deshalb erregte, weil darin "ausschließlich bürgerliche Literatur" verarbeitet wurde, was die "Rechtswissenschaftlichen Fakultät in Jena" nicht bemängelt hätte.
Zunächst unter dem Dekan Arno Hübner wirkte Buchda ab 1955 als Prodekan der Rechts- und Wirtschaftswissenschaftlichen Fakultät an der Universität Jena und später bis 1963 dort selbst als Dekan. In dieser Eigenschaft gehörte er dem akademischen Senat an und war Vorsitzender des Disziplinarausschusses der Universität.
Im Jahre 1967 wurde der Jenaer Rechtshistoriker  emeritiert.

## Mitgliedschaften
- Nationalsozialistischer Rechtswahrerbund (1933)
- NSV (1934)
- Reichslandbund (1934)
- Nationalsozialistischer Lehrerbund (1935)
- SA (Juli 1937)
- Liberal-Demokratische Partei Deutschlands (1946)
- Sächsische Akademie der Wissenschaften (1958)[12]